# Robert Gaïa
Pour les articles homonymes, voir Gaïa.
Robert Gaïa, né le 19 mai 1949 à Toulon (Var), est un homme politique français.

## Biographie
Député de la deuxième circonscription du Var de 1997 à 2002, il est condamné en janvier 2002 à six mois de prison avec sursis pour favoritisme dans l'affaire de l'attribution, en 1997, du marché des cantines scolaires de Toulon.
En 2011, il soutient la candidature de François Hollande pour l'élection présidentielle de 2012, évoquant « le choix de la raison et de l’efficacité », et voyant dans le futur président « la même force tranquille qui a amené la gauche à la victoire en 1981 ».

## Détail des fonctions et des mandats
Mandat parlementaire
- 12 juin 1997 - 18 juin 2002 : Député de la 2e circonscription du Var